# Doprava v Londýně
Londýn je centrem silniční, železniční a říční dopravy Velké Británie. Doprava je jednou ze čtyř oblastí, které patří do správy starosty Londýna. Výkonným orgánem řízení londýnské dopravy je instituce Transport for London (TfL). Síť městské hromadné dopravy je jednou z nejrozsáhlejších na světě.

## Kolejová doprava

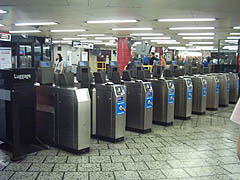
Vstup do stanice metra

Londýnské metro je nejstarší podzemní dráhou na světě a jednou z nejrušnějších. Předpokládá se, že denně použijí metro téměř 3 miliony lidí.
Londýn má druhou největší síť městské kolejové dopravy na světě po Tokiu. Tuto síť tvoří:
- železniční doprava
- metro
- tramvajová doprava
- Docklands Light Railway
- Heathrow Express / Stansted Express / Gatwick Express
- Eurostar

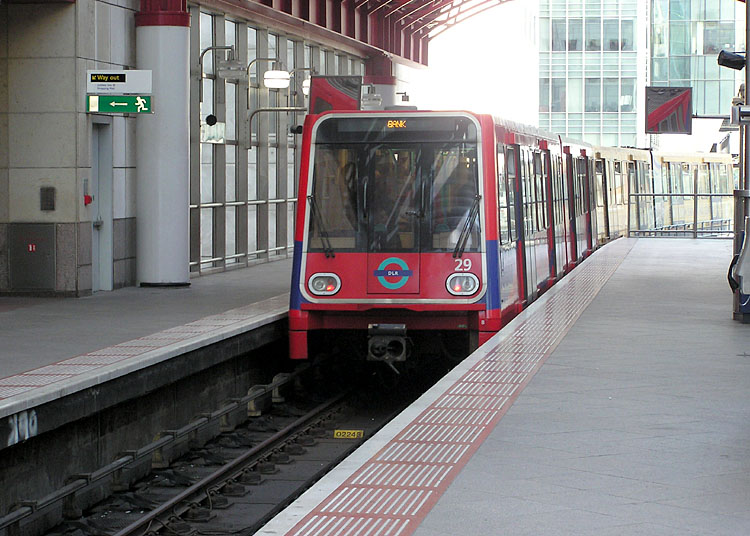
Souprava DLR ve stanici Canary Wharf

Mnoho železničních tratí začíná v Londýně. Železniční zastávky v Londýně – Blackfriars, Cannon Street, Charing Cross, Euston, Fenchurch Street, Kings Cross, Liverpool Street, London Bridge, Marylebone, Paddington, St. Pancras, Victoria a Waterloo. S výjimkou nádraží Fenchurch Street, jsou u ostatních přidruženy stanice metra.
Heathrow Express není částí městské hromadné dopravy, ale je vlastněn soukromou dopravní společností BAA plc.
Od roku 2003 řídí londýnské metro, běžně označované Tube, Transport for London. V metru je, podle rozhodnutí britské vlády, uplatňována spolupráce státních a soukromých firem.
Nedávno byla dokončena 2. etapa železničního spojení Stratfordu (Channel Tunnel Rail Link - (CTRL) Phase 2) ve východním Londýně k CTRL etapa 1 (dokončena v roce 2003), přes Eurotunel do Paříže, Bruselu a dalších měst Evropy. Dříve vyjížděly vlaky Eurostar ze stanice Waterloo a musely projíždět klikatými trasami místních železničních tratí přes Vauxhall, Clapham a Brixton aby se u Ebbsfleetu v Kentu napojily na trať vybudovanou ve fázi CTRL etapa 1. CTRL etapa 2 zahrnuje i obrovskou stavební akci, jíž je vybudování tunelu ze Stratfordu do stanice St Pancras, ve které se má provádět úprava na odbavování vlaků Eurostar.
Od roku 2007 jsou vlaky Eurostar vypravovány z nově zrekonstruovaného nádraží St. Pancras International. Při rekonstrukci byl suterén přeměněn na odbavovací halu a lounge pro cestující a kvůli délce vlaků Euraostar byla prodloužena střecha nad nástupišti. Nástupiště a odbavovací halu nyní spojují eskalátory a výtahy. Ze stanice také jezdí vlaky na sever a jihovýchod Anglie. Bezprostředně před budovou samotného nádraží stojí výrazná budova dlouho uzavřeného Midland Grand Hotelu. Ten byl v roce 2011 po rozsáhlé rekonstrukci po 138 letech znovuotevřen. Nyní je z něj luxusní hotel pro mezinárodní klientelu.
Největším projektem současné doby je Crossrail, 118 km dlouhé železniční spojení mezi východem a západem Londýna a přilehlých oblastí. Stavba začala v roce 2009 a zprovoznění prvních linek se očekává v roce 2015. Crossrail je největší stavební projekt v Evropě.

## Silnice
Většina londýnských ulic byla vytyčena předtím, než byly vynalezeny automobily a tak se zde často vyskytují dopravní zácpy. Pokusy o nápravu se datují už do 40. let 18. století, kdy byla na severu města vybudována silnice New Road - v současné době rovněž přeplněná provozem. Na konci 19. století a počátku 20. století byly vytvořeny nové široké silnice – Victoria Embankment, Shaftesbury Avenue a Kingsway. Na konci 20. století se preferuje především rozvoj hromadné městské dopravy.
Hlavní dopravní tepnou současného Londýna je okružní dálnice M25, která v některých částech vybočuje za hranice Velkého Londýna. V Londýně existuje i vnitřní okruh tvořený severním okruhem (silnice A406 z Gunnersbury do West Hamu) a jižním okruhem (silnice A205).
Mnoho britských dálnic začíná v Londýně. Jsou to M1 (na sever), M11 (na severovýchod), M2 a M20 (na jihovýchod), M23 (na jih), M3 (na západ), M4 (na západ), M40 (na severozápad). V Londýně má svůj počátek i mnoho dalších významných autostrád – A1 (Great North Road), A10 (do Cambridge), A2 (do Doveru), A20 (přes Folkestone do Doveru) a A3 (do Portsmouthu).

## Autobusová doprava a taxi

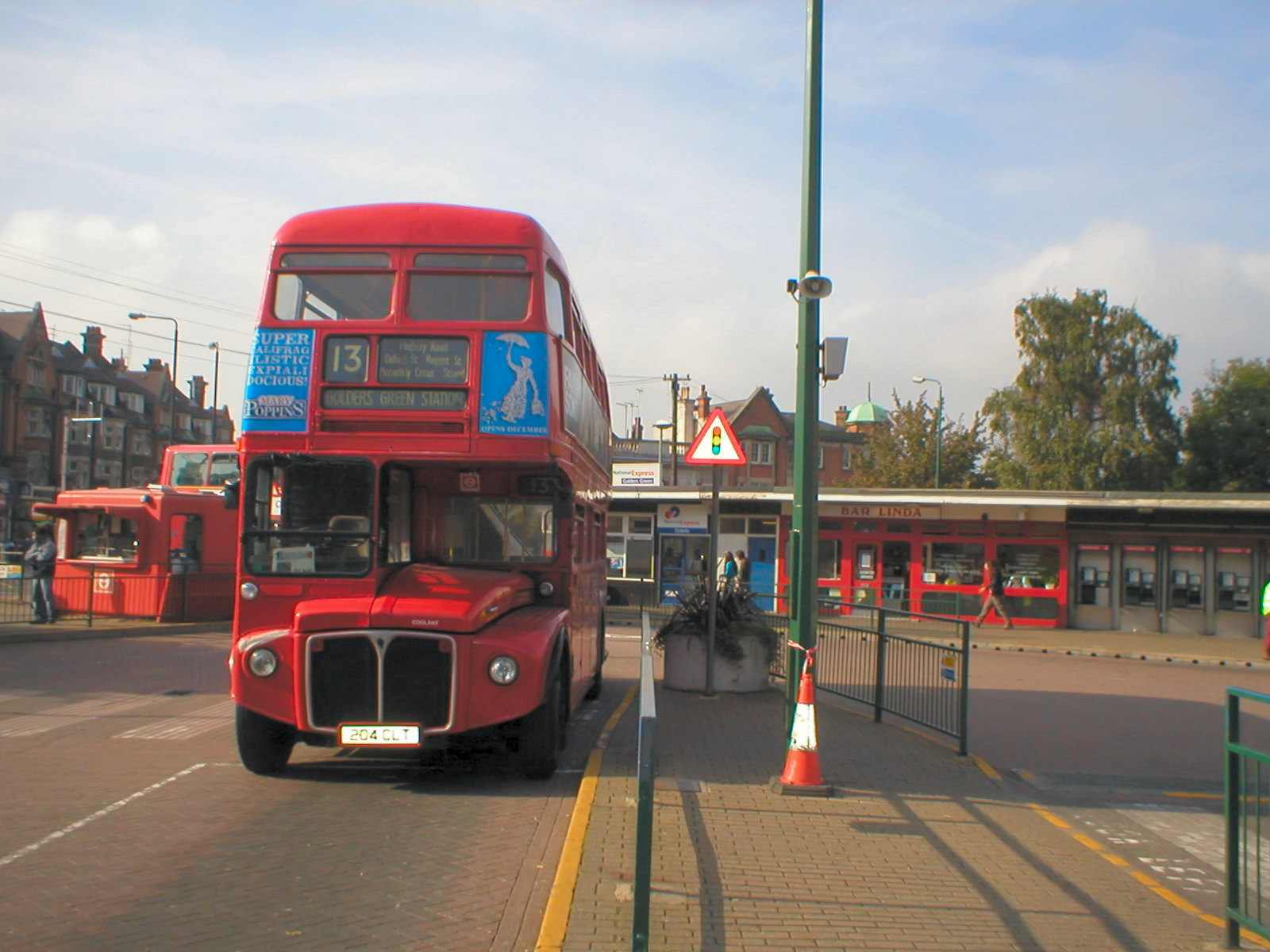
Typický červený londýnský patrový autobus - doubledecker

Autobusová doprava v Londýně je jedna z nejrozsáhlejších na světě - má přes 700 linek a okolo 6 500 autobusů. Jezdí zde především doubledeckrery, jiné typy autobusů jsou spíše výjimkou. V provozu jsou i noční linky, které zaznamenávají značný nárůst okolo 80 %. Dále zde také jezdí turistické linky, ty můžou být sice dvoupatrové a červené, nicméně nemají žádnou spojitost s normálními autobusy.
Dalším typickým představitelem dopravy v Londýně jsou známé černé londýnské taxi.

## Automobilová doprava

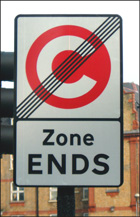
Označení konce zóny se zpoplatněným vjezdem

V únoru 2003, TfL, ve snaze zmenšit dopravní zácpy v centru Londýna, začal uplatňovat poplatek za vjezd soukromých motorových vozidel do vymezené oblasti centrálního Londýna během pracovních dní od 7:00 do 18:30 tzv. London Congestion Charge.
Tento poplatek, jehož výtěžek je určen pro rozvoj městské hromadné dopravy, má podporovat její využití na úkor dopravy soukromými vozidly. Ačkoli je většinou Londýňanů přijímán s pochopením, přináší problémy malým obchodníkům v centru města. Od 4. června 2005 byl poplatek zvýšen z původních 5 na 8 £.
4. února 2008 zavedl Londýn tzv. nízkoemisní zónu.

## Letecká doprava

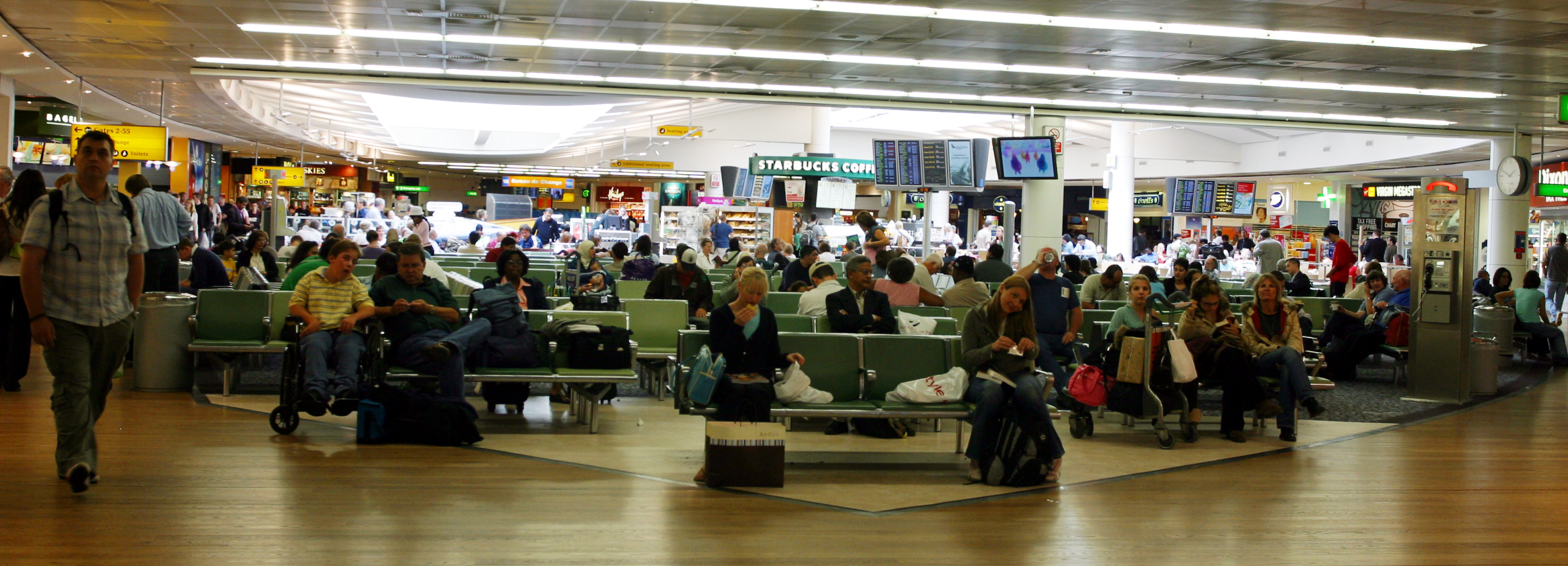
Odbavovací hala číslo 3 letiště Heathrow

V oblasti Londýna je šest důležitých letišť. Největší z nich (Heathrow) a dvě nejmenší (London City a Biggin Hill) jsou uvnitř Velkého Londýna, další tři (Gatwick, Stansted a Luton) leží mimo hranice Velkého Londýna.
Heathrow je hlavním londýnským letištěm s 5 odbavovacími halami, 5. otevřela osobně Alžběta II. v roce 2008. City a Biggin Hill jsou menší letiště; Biggin Hill neprovozuje pravidelné linky.
Gatwick a Stansted jsou také mezinárodní letiště s přibližně 30 a 20 milióny pasažérů ročně. Obě letiště mají, i vzhledem k tomu, že se obě nacházejí mimo Velký Londýn, speciální vlakové spojení s centrem Londýna.
Doprava z letiště Stansted je zajišťována Stansted Expressem. Z letiště Heathrow je možno se dopravit do centra Londýna Heathrow Expressem, trasou Piccadilly Line londýnského metra či pomocí Elizabeth Line. Čtvrté největší letiště – City airport se nachází nejblíže centra v Docklands.

## Říční doprava
Řeka Temže je splavná pro zaoceánské lodě až po London Bridge a pro menší lodě v rámci celého Velkého Londýna. Historicky byla řeka jednou z nejdůležitějších dopravních tepen Londýna. To již v současnosti neplatí, i když existuje určitý počet lodních linek dopravujících pasažéry a určitý rozsah dopravy zboží. Navíc jsou po řece dopravovány některé velkorozměrové náklady a TfL má snahu tento způsob dopravy rozšiřovat.
V Londýně je i několik kanálů, například Regent's Canal, který spojuje Londýn s Grand Union Canal a tím i s říční sítí napříč většinou Anglie. Tyto kanály nejsou využívány pro dopravu zboží, ale jsou populární pro vyjížďky ve volném čase.